# Mydaea rufinervis
Mydaea rufinervis är en tvåvingeart som först beskrevs av Pokorny 1889.  Mydaea rufinervis ingår i släktet Mydaea och familjen husflugor. Inga underarter finns listade i Catalogue of Life.